# Hiallum camerunicum
Hiallum camerunicum is een pissebed uit de familie Eubelidae. De wetenschappelijke naam van de soort is voor het eerst geldig gepubliceerd in 1985 door Ferrara & Schmalfuss.